# Hans Freese (Bildhauer)

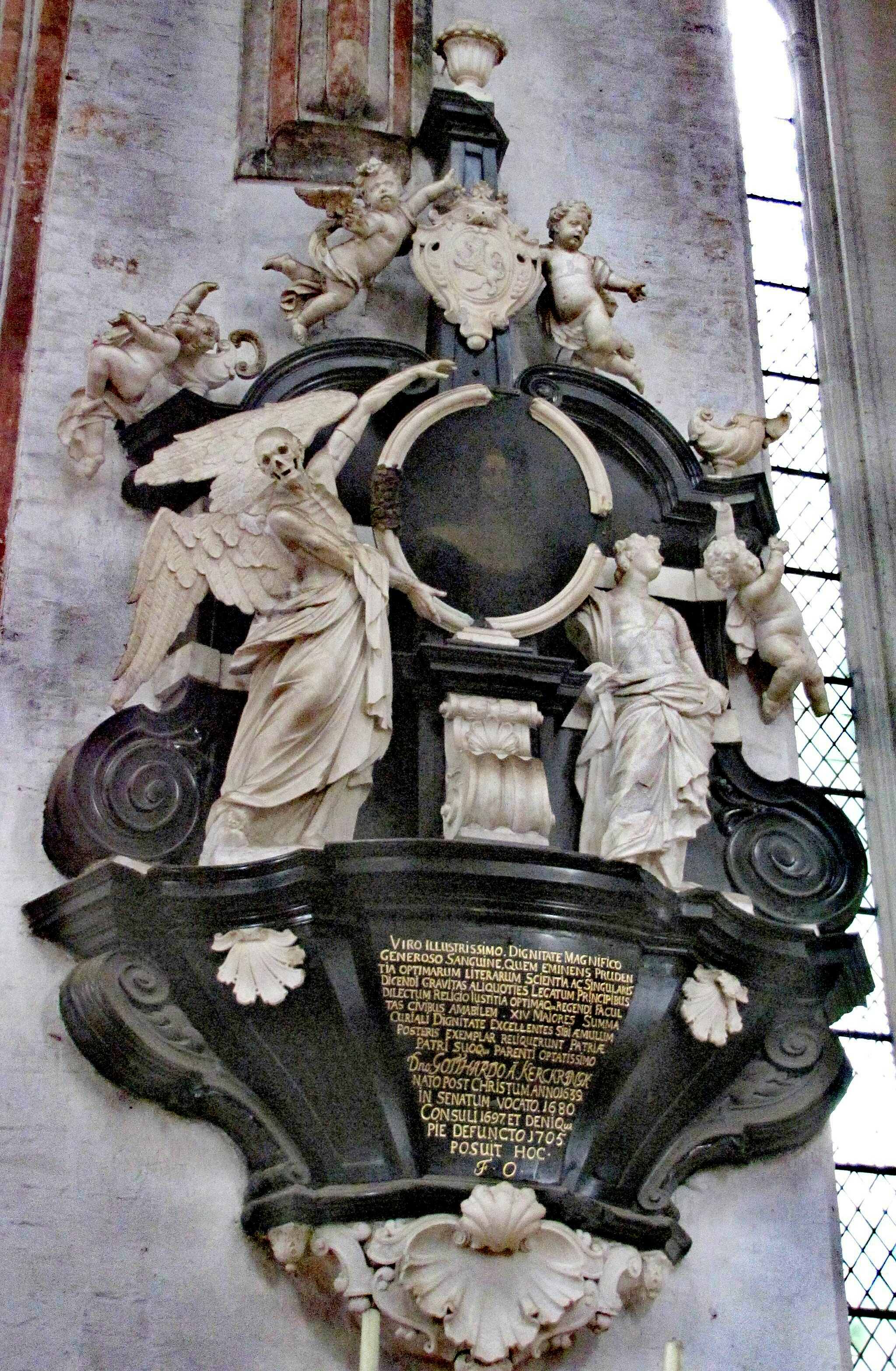
Epitaph Kerkring (1707)

Hans Freese (* vor 1690 wohl in Lübeck; † nach 1710) war ein im ersten Viertel des 18. Jahrhunderts in Lübeck tätiger Bildhauer und Bildschnitzer.

## Leben
Über die persönlichen Lebensumstände Freeses ist nicht viel bekannt. Seine erste Beschäftigung ist nachgewiesen im Zuge der Renovierung des von Benedikt Dreyer geschaffenen Orgelprospekts der Lübecker Marienkirche unter dem Bürgermeister und Kirchenvorsteher Anton Winckler, die er gemeinsam mit dem Kirchenmaler Anton Wortmann durchführte. Die beiden 1705 entstandenen  schwebenden Engel am Gehäuse der Orgel der Marienkirche haben sich nicht erhalten; sie verbrannten mit der Orgel nach dem Luftangriff auf Lübeck im März 1942. 
Erhalten hat sich aber das 1707 entstandene Epitaph für den Lübecker Bürgermeister Gotthard Kerkring. 1708 fertigte Freese nach einem Entwurf von Karl Krieg die Barockkanzel für die Lübecker Aegidienkirche, die aus Mitteln der Stiftung des Lübecker Kaufmanns Lorenz Russe († 1584) geschaffen wurde. Auch an der barocken Gestaltung des Taufsteins in Aegidien war er nach den Rechnungsbüchern der Gemeinde 1710 beteiligt.
Bis 1707 schuf Freese auch Marmorbüsten (Herzogin Friedrike Amalie, Herzog Christian Albrecht und Herzog Friedrich IV.) für die obere Fürstengruft der Gottorfer Herzöge im Schleswiger Dom.